# نظام حماية الكبول
اعتمد مطورو مزارع الرياح البحرية على وجه الخصوص استخدام أنظمة حماية الكبول بسبب المنطقة الديناميكية حيث يأتي الكبل من قاع البحر ويدخل في «عمود أحادي /أنبوب جاي». ويرجع ذلك جزئيًا إلى احتمال حدوث تجوب موضعي (تعرية الرواسب) بالقرب من الهيكل.
يتكون نظام حماية الكبول عمومًا من ثلاثة أقسام، واجهة مُمركز أو واجهة عمود أحادي ونظام حماية للمنطقة الديناميكية ونظام حماية للمنطقة الثابتة.
كان يُنظر إلى تركيب «أنبوب جاي» للأعمدة الأحادية البحرية القابلة للتجديد على أنه نهج مكلف، ونوع حماية «إغلاقي» من نظام حماية الكبول الذي يخترق الجدار الخارجي للعمود الأحادي، بواسطة فتحة بزاوية مصممة خصيصًا تتيح تبسيط تصميم العمود الأحادي، ويزيل الحاجة إلى أعمال إضافية بعد إزاحة الركام الذي يتضمن عادة استخدام للغواصين. أصبح هذا النهج هو المعيار الصناعي في تصميم العمود الأحادي، مما يساعد المطورين على خفض تكاليف البناء.

## التاريخ
تستخدم أنظمة حماية الكبول «كبل الأنبوب النصفي المفصلي» تقليديًا لحماية الكبول عند الرسو على الشاطئ، وغيرها من المناطق التي يمكن أن يتوقع تلف الكبل، والدفن لا يكون عمليًا. يعود تاريخ براءات اختراع أشكال الحماية لكبول الأنابيب المفصلية إلى عام 1929. وُصف النظام على أنه درع حماية كبل.
«مُكيَّفة لحماية الكبل من التلف والضرر الناجم عن الاحتكاك بالصخور، والتماس بالسفن أو المراسِ أو أي أشياء أخرى، ويملك هدف توفير درع عملي مرن من هذه الفئة يمكن تطبيقه بسهولة على الكبل في أي نقطة من طوله.»
منذ البداية، صُمّمت أنظمة حماية الكبول لتكون بسيطة وفعالة وسهلة التجميع. تتألف الأنظمة من سلسلة من القشور النصفية التي لها حافة محدبة من أحد الأطراف وشفة مقبس أكبر في الطرف الآخر مما يسمح للأقسام بتكوين وصلة عالمية مشتركة مرنة بينهما. نظرًا للاستخدام المقصود للمعادن الثقيلة المسبوكة أو الخاضعة ل «لتطريق»، فقد تمتعت أيضًا بميزة إضافية تتمثل في زيادة وزن الكبل الذي يُثبّت، وبالتالي تقليل الحركة في قاع البحر.
على مر السنين، حدثت ابتكارات في تحسين تحرير المفاصل مع كون الأنابيب المفصلية الحديثة أقرب إلى المفاصل الكروية، وبعض الشركات المصنعة توفر أنابيب مفصلية «غير مسمارية»، وبالتالي توفير وقت التجميع.
حدثت تغييرات في علم الفلزات أيضًا، مما أدى إلى تصنيع معظم الأنابيب المفصلية النصف قشرية من الحديد الزهر المرن، نظرًا لخصائصه من ناحية القوة والمرونة المحسنة.
اليوم تُستخدم هذه الأنابيب المفصلية أيضًا لخصائص تقييد الانحناء، مما يسمح باستخدامها كمقيدات ثني للكبل المحمي.

## اعتبارات التصميم
صُممت أنظمة حماية الكبول في الغالب لحماية النظام من التلف طوال عمر الكبل الناجم عن الكلال، والانحناء الزائد للكبل، وتوفير الحماية للكبل حتى يصل إلى منطقة الطمر.

### عمر التصميم
سيصمم نظام حماية الكبول لتوفير الحماية لمدى حياة محدد، وهو «عمر التصميم» للنظام، والذي قد يختلف تبعًا للظروف المصادفة.

### الانحناء الزائد للكبل
يحدث الانحناء الزائد للكبل عند ثني الكبل في دائرة نصف قطرها أقل من نصف قطر الانحناء الأدنى المحدد من قبل الشركة المصنعة. على الرغم من أن الكبل قد ينجو من تجاوز الحد في البداية، إلا أن هذا قد يؤدي إلى كلال لاحق داخل الكبل مما يؤدي في النهاية إلى فشل الكبل. يجب أن يحافظ نظام حماية الكبول المحدد على نصف قطر أكبر من نصف قطر الانحناء الأدنى المحدد.

### الكلال الداخلي لكبل نظام حماية الكبول
يمكن أن تواجه أنظمة حماية الكبول الموجودة تحت سطح البحر التآكل بسبب الحركة، والتغيرات العامة في التركيب بسبب غمرها لفترة طويلة من الزمن، مثل التآكل أو التغيرات في المركبات القائمة على «البوليمر». يجب مراعاة التأثيرات المستحثة على نظام حماية الكبول الناتجة عن العناصر الديناميكية في البيئة. قد تؤدي التغييرات البسيطة مثل التغيرات في درجات الحرارة أو التيار أو الملوحة إلى حدوث تغييرات في القدرة على توفير الحماية لحياة الكبل. يُنصح بتقييم الآثار المحتملة لحركة نظام حماية الكبول بعناية، فيما يتعلق بالقدرات الديناميكية للكبل. قد يتحمل نظام حماية الكبول أسوأ الظروف الممكنة خلال فترة 100 عام، لكن هل الكبل الموجود داخل نظام حماية الكبول سينجو من هذه الحركات. في بعض الحالات، مثل نهايات الشواطئ لكبول الألياف الضوئية حيث تتواجد النتوءات الصخرية، يمكن تقليل التأثيرات الديناميكية عن طريق تأمين الأنابيب المفصلية على صخرة قاع البحر، وبالتالي تقليل درجة الحركة المتبقية.
أجرت بعض الشركات المصنعة اختبارات تجريبية مستقلة لتوفير دورة حياة مدتها 25 عامًا من القوى الديناميكية المطبقة على منتجاتها من أجل تزويد العملاء بثقة أفضل في قدرة النظام على البقاء.
سبب آخر لفشل كبول الطاقة تحت سطح البحر هو ارتفاع درجة الحرارة، والذي يمكن أن يحدث عندما يوجد كبل داخل نظام حماية الكبول دون قدرة كافية على تبديد الحرارة الناتجة عن الكبل. هذه تؤدي إلى الكلال المبكر لعزل الكبل، مما يتطلب استبدال الكبل.
تمثل حوادث الكبول في قاع البحر حوالي 77% من إجمالي التكلفة العالمية لخسائر مزرعة الرياح. منذ عام 2007، أُبلغ عن هذه النسبة المئوية، والتي تراوحت بين 70-80% إحصائيًا عامًا بعد عام.

### استقرار قاع البحر
يعد استقرار قاع البحر عاملًا هامًا مرتبطًا بأنظمة حماية الكبول. إذا كان نظام حماية الكبول قابل للطفو للغاية، فمن المرجح ألا يبقى على اتصال مع قاع البحر، وبالتالي من المرجح أن يتطلب نظام حماية الكبول تدابير إضافية للاستقرار التصحيحي، مثل تركيب حصيرة خرسانية أو أكياس صخرية أو إلقاء صخور.

### قوة التعليق
عندما يُثبت نظام حماية الكبول كواجهة مع بنية عمود أحادي، من المحتمل أن يكون هناك تعرية في قاع البحر إلى حد ما. إذا أصبحت عملية التعرية مفرطة، فقد يتم تعليق نظام حماية الكبول داخل فتحة التعرية، ويجب أن يكون قادرًا على دعم وزنه ووزن الكبل الموجود في الداخل. سيؤدي الفشل في الحفاظ على سيناريو التحميل هذا إلى فشل نظام حماية الكبول، مما سيسمح بدوره للقوى بالتأثير على الكبل الداخلي، مما يؤدي في النهاية إلى تلف الكبل.

### التركيب
داخل سوق مصادر الطاقة المتجددة على وجه الخصوص، يُفضل أن يكون تركيب نظام حماية الكبول بدون غطس، حيث يقلل هذا من تكلفة المطورين ويزيل المخاطر على حياة الإنسان من خلال الغوص في منطقة خطرة.

### الإزالة وإعادة التركيب
الاعتبار الأخير لنظام حماية الكبول هو إزالة الكبل في حالة حدوث عطل. تتطلب بعض التصميمات تدخل الغواص لاستعادة الكبل مع نظام حماية الكبول. يجب أيضًا إيلاء الاعتبار الواجب لإزالة نظام حماية الكبول في حالة فشل نظام حماية الكبول نفسه. التكاليف المرتبطة باستبدال نظام حماية الكبول خلال فترة التشغيل لمزرعة الرياح البحرية ليست ضئيلة، حيث من المرجح أن يحتاج الكبل إلى إصلاح أو استبدال كجزء من العملية.